# ペクトライト

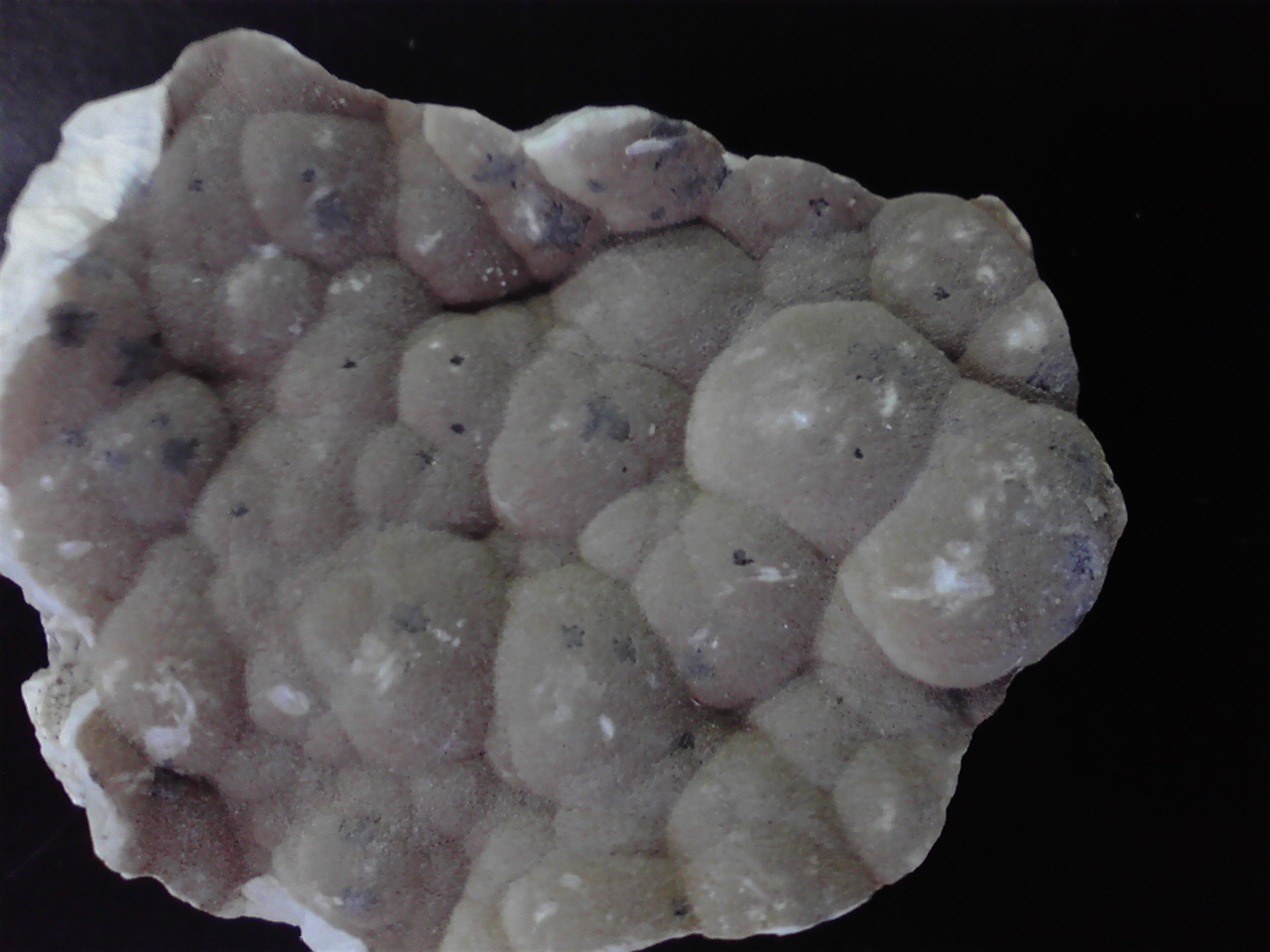
ペクトライトの球状結晶（アメリカ・ニュージャージー州産）

ペクトライト（pectolite）またはソーダ珪灰石（ソーダけいかいせき）は、鉱物（ケイ酸塩鉱物）の一種。化学組成は Ca2NaSi3O8(OH)。結晶系は三斜晶系。珪灰石グループの鉱物。
1828年にイタリアで発見された。

## 産出地
アメリカ合衆国、カナダ、イギリス、スウェーデン、チェコ、イタリア、ロシア連邦、モロッコ、バハマ、ドミニカ共和国など。

## 性質・特徴
透明、または半透明であり、不純物として含まれるマンガンにより桃色を、銅により水色をそれぞれ示す。また、シャトヤンシーを示すものもある。
硬度は4.5～5.0（シリカ成分が多くなると硬くなる）。比重は2.7～2.9。

## 用途・加工法
硬度が低く、また割れやすいが、トルコ石のように装飾品として利用される。

### ラリマー
特にドミニカ産はラリマーと呼ばれ珍重されている。

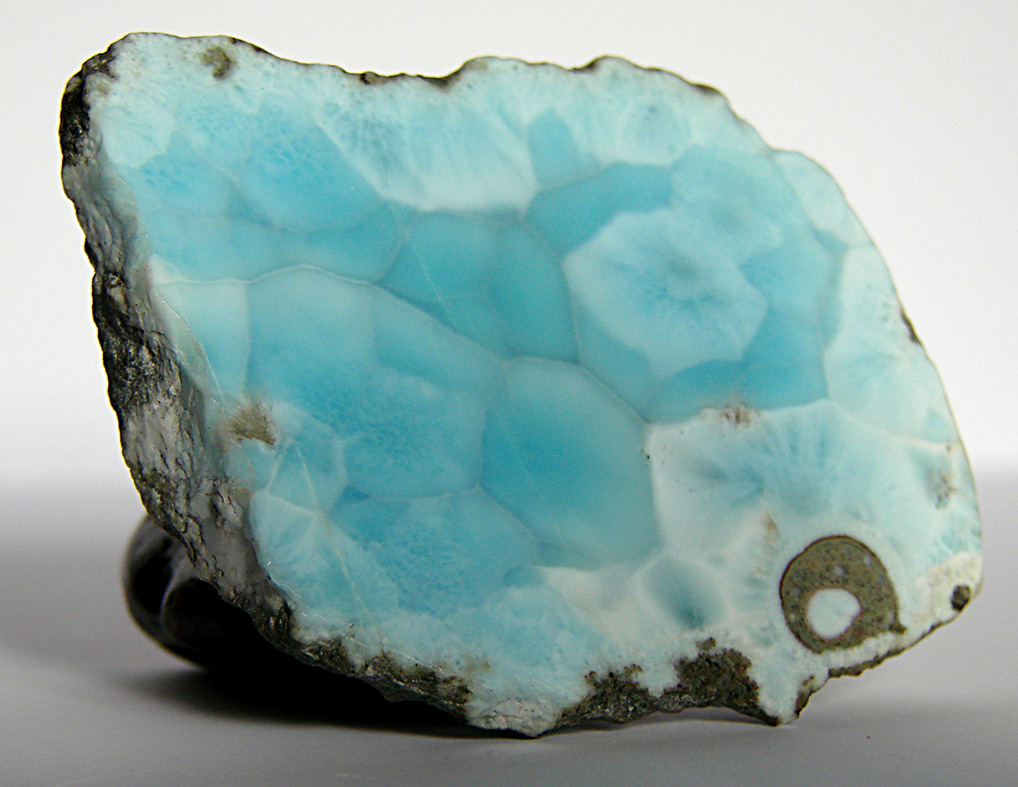
ラリマー